# Charles Jacobus
Charles Jacobus (Seneca, 1º maggio 1840 – Waukesha, 24 novembre 1922) è stato un giocatore di roque statunitense, vincitore di una medaglia d'oro nel roque singolare maschile ai Giochi della III Olimpiade.

## Palmarès
In carriera ha conseguito i seguenti risultati:
- Giochi olimpici

Saint Louis 1904: oro nel roque singolare maschile.